# Мулисті потоки

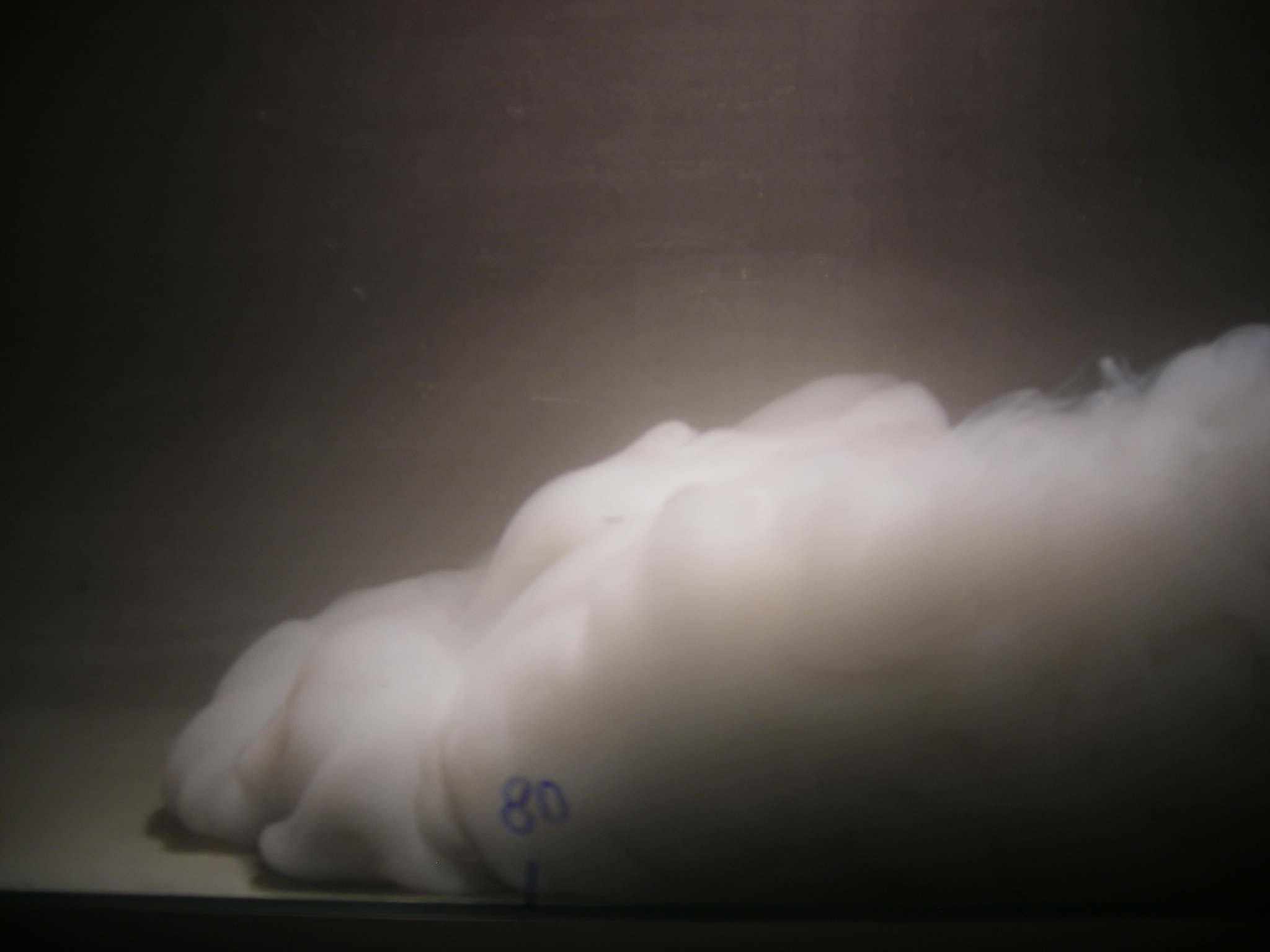
Мулисті потоки

Мулисті потоки (каламутні потоки, суспензійні потоки, турбідні течії) (рос. мутьевые потоки, суспензионные потоки, турбидные течения; англ. turbidity flows, turbidity streams, suspension currents, нім. Schlammfluten f pl, Schlammströme m pl, Suspensionsströme m pl, turbide Strömungen f pl) — суспензійні придонні течії в морях і океанах, які характеризуються підвищеною (відносно навколишнього водного середовища) густиною. Виникають на схилі морського дна, коли порушується рівновага великих мас пухкого донного осаду і виникає підводний обвал (наприклад, внаслідок землетрусу). 
Донний матеріал у вигляді грязьового (мулистого, каламутного) потоку спускається вниз по схилу з великою (до 70-100 км/год) швидкістю на відстань до сотень км; при цьому не тільки переносить осадовий матеріал, але й еродує морське дно, що може сприяти утворенню підводних каньйонів та утворенню ієрогліфів на осадовому матеріалі. Тверду компоненту мулистого потоку складають частки різного розміру (від пелітових до псефітових). Відклади мулистих потоків (турбідіти) значно поширені в сучасних морях і у багатьох викопних товщах різного геологічного віку.